# Kenyanema monorchis
Kenyanema monorchis is een rondwormensoort uit de familie van de Comesomatidae. De wetenschappelijke naam van de soort is voor het eerst geldig gepubliceerd in 1997 door Muthumbi, Soetaert & Vincx.